# Brinckerhoff
Brinckerhoff és una concentració de població designada pel cens dels Estats Units a l'estat de Nova York. Segons el cens del 2000 tenia 2.734 habitants.

## Demografia
Segons el cens del 2000, Brinckerhoff tenia 2.734 habitants, 999 habitatges, i 767 famílies. La densitat de població era de 968,4 habitants per km².
Dels 999 habitatges en un 34% hi vivien nens de menys de 18 anys, en un 66,4% hi vivien parelles casades, en un 7,1% dones solteres, i en un 23,2% no eren unitats familiars. En el 20,1% dels habitatges hi vivien persones soles el 7,9% de les quals corresponia a persones de 65 anys o més que vivien soles. El nombre mitjà de persones vivint en cada habitatge era de 2,74 i el nombre mitjà de persones que vivien en cada família era de 3,17.
Per edats la població es repartia de la següent manera: un 24,3% tenia menys de 18 anys, un 6,1% entre 18 i 24, un 29% entre 25 i 44, un 27,7% de 45 a 60 i un 12,9% 65 anys o més.
L'edat mediana era de 39 anys. Per cada 100 dones de 18 o més anys hi havia 90,5 homes.
La renda mediana per habitatge era de 65.994 $ i la renda mediana per família de 68.030 $. Els homes tenien una renda mediana de 55.678 $ mentre que les dones 26.737 $. La renda per capita de la població era de 26.706 $. Entorn de l'1,3% de les famílies i el 3% de la població estaven per davall del llindar de pobresa.